# Stylasterias forreri
Genre
Espèce
Stylasterias forreri est une espèce d'étoiles de mer de la famille des Asteriidae, la seule représentante du genre Stylasterias. Elle est parfois appelée « étoile-Velcro » en raison de son mode de chasse.

## Description et caractéristiques
C'est une grande étoile régulière munis de 5 bras longs, souples et robustes ; elle peut mesurer jusqu'à 50 cm de diamètre. Sa face aborale est de couleur grisâtre à brun sombre, et est couvert de piquants clairs, entourés à leur base par un bouquet de gros pédicellaires forment une touffe claire de forme arrondie.

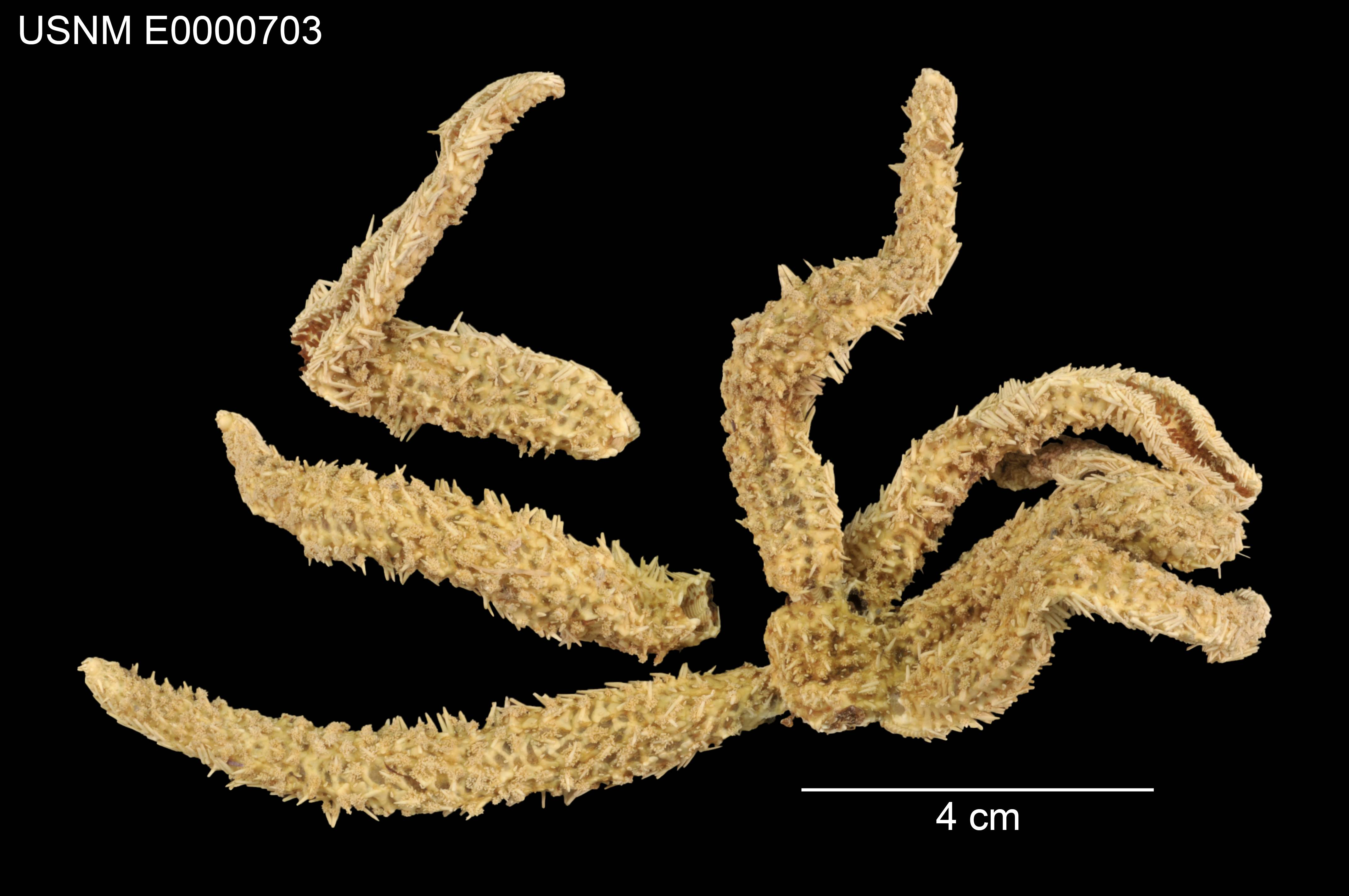
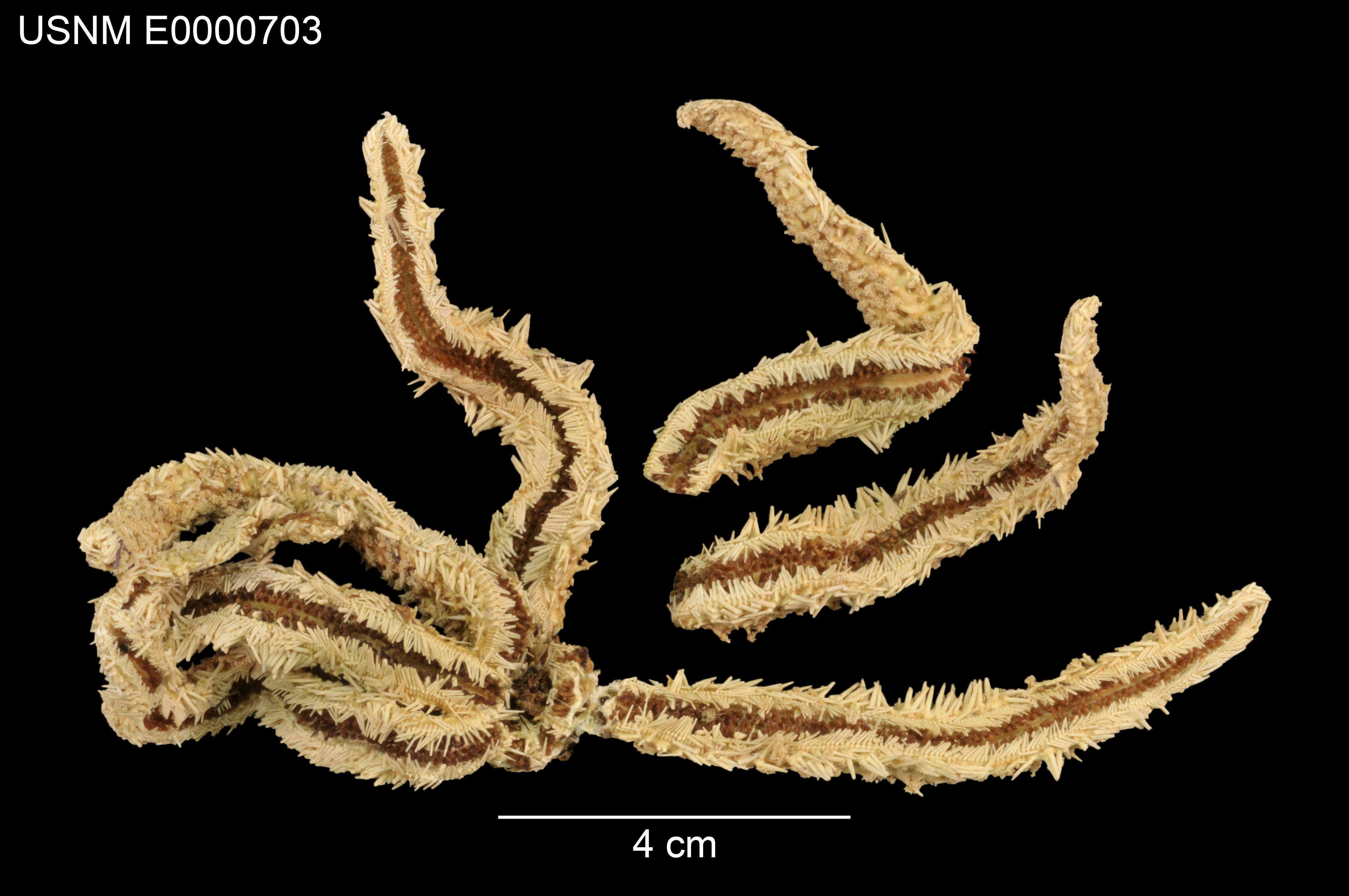

## Habitat et répartition
On trouve cette étoile dans le Pacifique Nord-est, notamment sur la côte ouest des États-Unis. 
On la trouve parfois à des profondeurs de baignade, mais elle préfère vivre plus profond, et elle se rencontre entre 6 et 540 m de fond.

## Écologie et comportement
Cette étoile aux habitudes omnivores s'est fait connaître pour avoir été observée en train de capturer des poissons nageant en pleine eau : elle lève ses bras couverts de puissants pédicellaires en forme de grosses mâchoires, qui saisissent l'épiderme du poisson et permettent à l'étoile de le piéger, puis de l'attirer vers la bouche pour qu'il soit consommé.